# Wibra
Wibra is een Nederlandse discountwinkelketen met ruim 400 winkels in Nederland, België en Frankrijk. Het bedrijf verkoopt onder meer producten voor huishouden, kleding en verzorging. Tot februari 2022 was Wibra een familiebedrijf. De onderneming boekte in 2023 een winst van bijna zeven miljoen euro; de omzet steeg tot 193,8 miljoen euro.

## Geschiedenis
Wibra werd in 1956 opgericht, toen Johannes Ignatius (Jo) Wierdsma (1921-1997) het winkeltje in Epe overnam van zijn schoonouders, de van oorsprong uit Deventer afkomstige familie Braam. Wierdsma opende vervolgens een eenvoudig ingerichte winkel die de onderkant van de markt ging bedienen onder de naam Wibra. Het was de eerste textielsupermarkt in Nederland. De naam is een afkorting van Wierdsma en Braam.
Naast textiel en kleding verkocht Wibra al vroeg ook andere artikelen. Het aandeel "allerlei" groeide in de loop der jaren.
In de jaren zestig van de twintigste eeuw groeide Wibra uit tot een keten van elf winkels. Het bedrijf sloot zich aan bij de 'club van negen'. Die club bestond uit vergelijkbare ondernemers, waaronder Scholten, Ter Stal en Zeeman. Deze bedrijven verdeelden de markt, zodat ze elkaar qua concurrentie niet in de weg zaten. Die opdeling verdween toen Wibra en Zeeman sommige van de andere ondernemingen opkochten.
Wierdsma schreef in 1991 het boekje Een leven lang wikken en wegen, over de winkelketen Wibra en zijn werkzaamheden. Hij overleed op 28 januari 1997. Zijn zoons Arnoud, René en Ron kregen de leiding over de winkelketen. Arnoud en René Wierdsma verlieten het bedrijf. Ron Wierdsma droeg in 2018 de dagelijkse leiding over aan Bas Duijsens, waarna hij met pensioen ging. Hij behield een minderheidsbelang in de winkelketen.
In november 2013 meldde Lilianne Ploumen, die destijds Minister voor Buitenlandse Handel en Ontwikkelingshulp was in het Kabinet-Rutte II, dat de textielverkopers Wibra, CoolCat en Prénatal het verdrag om rechtvaardige salarissen te betalen aan textielarbeiders in Bangladesh nog niet hadden ondertekend. Volgens deze bedrijven zouden er veel onduidelijkheden in de overeenkomst staan. Het initiatief voor dit verdrag was genomen naar aanleiding van de instorting van het Rana Plaza in Dhaka. In februari 2014 heeft Wibra, nadat de meeste onduidelijkheden waren weggenomen, het verdrag alsnog ondertekend.
In België ging Wibra in 2020 failliet, maar na een doorstart wist de keten zich daar weer te herstellen. In dat jaar werd de keten gemoderniseerd en assortiment en concept aangepast. In 2024 telde de organisatie meer dan 300 winkels in Nederland, België en Frankrijk en meer dan 2000 medewerkers.. De 300e winkel werd geopend in Leidschendam.
In 2024 opende Wibra een winkel in Lambersart, een plaats in de regio Lille in Frankrijk. In dezelfde straat zijn ook Action en Zeeman gevestigd. Het is onderdeel van een test om te bepalen of de formule aanslaat op de Franse markt.